# Messiah (TV-serie)
Messiah är en brittisk kriminalserie från 2001 som handlar om jakten på en seriemördare. I huvudrollen som D.C.I. Redfern 'Red' Metcalfe ses Ken Stott.

## I Rollerna
- D.C.I. Redfern ' Red' Metcalfe - Ken Stott

## Handling
Några män hittas mördade med utskurna tungor och med silverskedar i munnarna. Polisgruppen söker efter ett samband mellan offren och finner att några av dem är homosexuella, och tror att detta kan ha varit ett motiv, men så sker ytterligare brutala mord där offren är heterosexuella. 
Efter att ha sett en staty av aposteln Bartolomaios, som blev flådd, ser polisen samband med ett av mordoffren, som hette Bart, som drabbats av detsamma. Han frågar en präst om de andra apostlarnas död och inser att mordoffren i hans fall mördas på samma sätt som lärjungarna.